# Csapod
Csapod es un pueblo húngaro perteneciente al distrito de Sopron en el condado de Győr-Moson-Sopron, con una población en 2013 de 556 habitantes.
Se conoce la existencia de la localidad desde el siglo XIII. La localidad original fue destruida por los turcos en 1594, siendo reconstruida en el siglo XVII por nuevos colonos, entre los cuales había croatas e italianos. Actualmente es un pequeño pueblo agrícola y ganadero donde la gran mayoría de los habitantes son magiares católicos.
Se ubica unos 15 km al sureste de la capital distrital Sopron.